# Modulární dům
Modulární dům je dům, jehož konstrukční systém je tvořen jednotlivými prefabrikovanými buňkami – tzv. moduly. Rozměrově unifikované buňky jsou seskládány a smontovány k sobě, čímž vytvářejí požadovaný prostor. Dům může být tvořen jedním či několika moduly v závislosti na potřebách stavebníka.

## Obytné modulární domy

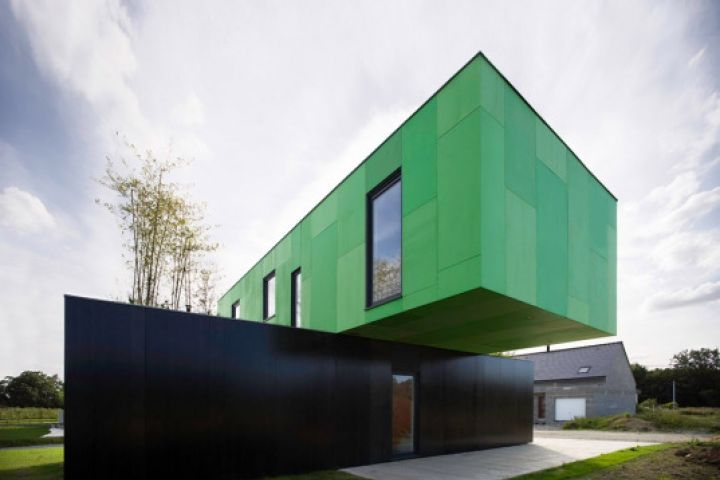
Modulární rodinný dům, Francie

K přednostem použití modulárních systémů v bytové výstavbě patří zejména rychlost výstavby. Oproti tradičnímu stavitelství, probíhá téměř celá stavba modulárního domu suchým procesem. Je pouze třeba nejprve připravit základy, na které se modulární konstrukce osazuje. Následně se k sobě kotví předem připravené modulární jednotky. Prvky se spojují systémem, který předem určí architekt. Může tak vzniknout jednoduchá rastrová kompozice připomínající klasický bytový dům nebo originální konstrukce. V obou případech rytmus vzniklý opakováním jednoho totožného prvku - buňky vytváří oku lahodící kompaktnost budovy. Navíc je u velkorysých staveb poskládaných z jednotlivých buněk díky rozměrům jednotlivých buněk zachováno lidské měřítko. Lze se ale rozhodnout i tak, že modulární - stavebnicový princip stavby nepřiznáme a konstrukci zakryjeme obvodovým pláštěm z libovolného materiálu. Pak se v podstatě modulární dům vizuálně vůbec neliší od standardně vystavěného domu.

## Výhody modulárního domu
Jednotlivé místnosti modulárního domu, přesně vyrobené v suchém prostředí tovární dílny, s rozvody a vybavením, jsou smontovány až na stavbě v požadovaný byt a následně v celý dům. Stavba domu je díky tomu takřka nezávislá na počasí a navíc některé práce mohou probíhat současně, čímž se radikálně snižuje doba výstavby. například na staveništi se připravují základy a v dílně se mezitím montuje sanitární vybavení jednotlivých modulů. Moduly i výsledný modulární dům mají mimořádnou pevnost a tuhost, čímž se liší od klasických montovaných i zděných staveb. Zároveň však nabízí možnost celý dům poměrně snadno demontovat, či nastavovat, deformovat a přistavovat v závislosti na nejrůznějších okolnostech. Na rostoucí, či naopak klesající poptávce po bytech, na společenské a ekonomické situaci – na požadavcích na velikost bytu apod. Domy z modulárních systémů mohou být i efektivním řešením v situacích, kdy je třeba rychle reagovat. Katastrofální následky živelních pohrom často zmírňují rychle vystavěné a adaptabilní modulární provozy. Modulární školky zase nacházejí uplatnění, tam, kde se náhle zvýší počet obyvatel a tím i poptávka po umístění dětí do zařízení předškolní výchovy. Modulární stavby bývají díky všem zmíněným výhodám také mnohem méně finančně náročné.

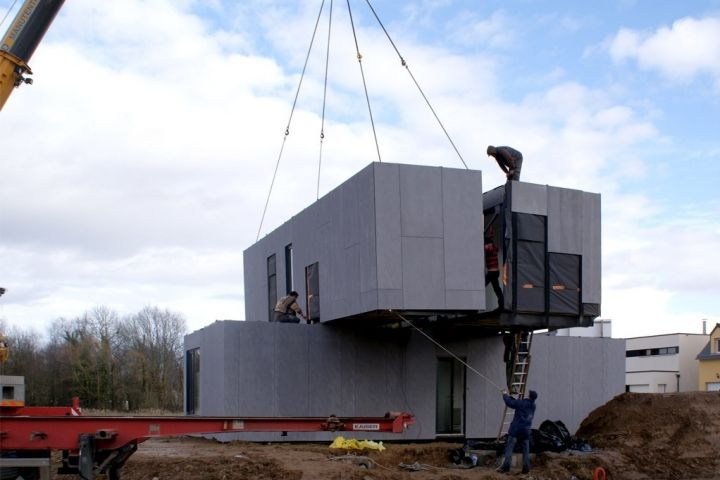
Osazování modulárního domu na pozemek

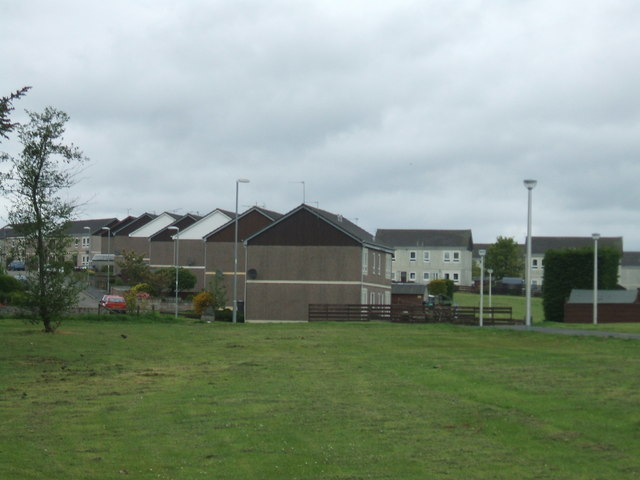
Modulární domy ve Skotsku

## Nevýhody modulárního domu
Mezi nevýhody modulární výstavby patří určitá uniformita a absence architektonického výrazu. Často se modulární systémy užívají jako nevzhledné obytné buňky na staveništích. Představa modulárního domu pak není nepodobná těmto utilitárním stavbám. Na výrobu obytných modulárních buněk jsou často použity vizuálně laciné materiály, přestože to jsou ty, které umožňují snadnou manipulaci a montáž a mají vynikající tepelně technické vlastnosti. Plastová okna a linoleum pravděpodobně nikdy nebudou moci esteticky konkurovat dřevu.
Vývoj materiálů a úsilí architektů by ale ještě mohl ukázat nové možnosti a potvrdit již prokázané klady modulárních domů.